# André Marc
André Marc (1892-1961) fue un jesuita y filósofo. Enseñó en el Institut Catholique de Paris.

## Vida y pensamiento
Marc era un tomista, atento a las preguntas y problemas de la filosofía moderna y contemporánea. Influyó en los jesuitas contemporáneos, especialmente el papa Francisco.
Methol Ferré destacó las obras de André Marc - Dialéctica del agir (1954) y Método y dialéctica (1956)- "más que la dialéctica hegeliana", y el texto en el que "la ontología dialéctica tomista del ser [se] desarrolla magníficamente"

## Trabajos principales
- L'idée de l'être chez saint Thomas et dans la Scholastique postérieure (1933);
- Psychologie réflexive (2 vols., 1949);
- Dialectique de l'agir (1954)
- Raison philosophique et religion révélée (1955);
- Méthode et Dialectique (1956)
- L'être et l'esprit (1958),  (El ser y el espíritu (1963))
- De l'actualité historique (1960)
- Raison et conversion chrétienne (1961).
- Dialéctique de la Afirmación (1964).